# حاجی پری کوچی
حاجی پری کوچی (زاده: ۱۳۳۵، ولایت پکتیا) سیاست‌مدار افغانستانی و نماینده مردم کوچی در دوره پانزدهم مجلس نمایندگان افغانستان است.

## زندگی‌نامه
حاجی پری کوچی متولد ۱۳۳۵ از ولایت پکتیا افغانستان است.